# Megalirídeos
Megalyroidea é uma pequena superfamília de himenópteros que inclui uma única família, Megalyridae, com oito géneros (mais três já extintos) e pelo menos 45 espécies extantes. Os membros actuais podem ser encontrados principalmente em florestas tropicais primárias relictas, com poucos representantes no Novo Mundo. A fauna mais abundante e rica em espécies localiza-se na Austrália. Outro pico de diversidade parece ser nas florestas relictas de Madagáscar, mas a maioria dessas espécies permanece por descrever.
Historicamente, tem havido confusão acerca da definição desta família. Espécies agora colocadas nesta família eram no passado classificadas em até 6 outras famílias, Braconidae, Evaniidae, Ichneumonidae e Stephanidae, assim com nas famílias Dinapsidae e Maimetshidae, as duas últimas consideradas actualmente como parte das Megalyridae.
A característica mais distintiva desta família é o reposicionamento do espiráculo mesotorácico que actualmente está localizado no canto superior do pronoto, embora seja uma característica obscura de se ver. Talvez a característica mais visível é a base da antena que encaixa num amplo sulco abaixo do olho, embora outras famílias de vespas também terem esta característica. As fêmeas do género Megalyra possuem ovopositores que podem atingir até 5 a 8 vezes o tamanho do corpo.
O maior membro conhecido desta família, é a fêmea da espécie australiana, Megalyra shuckardi, com um comprimento corporal de 22 mm e o ovipositor com 82 mm. O mais pequeno trata-se da espécie brasileira Cryptalyra plaumanni, com um comprimento corporal de 2,9 mm e um ovopositor de 1 mm.

## Géneros
A família tem os seguintes géneros:
- Carminator
- Cryptalyra
- Dinapsis
- Ettchellsia
- Megalyra
- Megalyridea
- Neodinapsis
- Rigel